# Imitomyia kivuensis
Imitomyia kivuensis là một loài ruồi trong họ Tachinidae.